# Iwan Czmoła

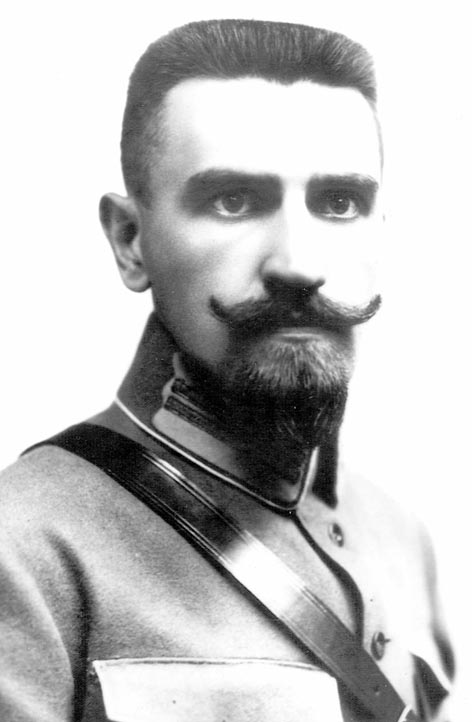
Iwan Czmoła

Iwan Czmoła (ur. 6 marca 1892 w Sołotwinie, zm. w czerwcu 1941 w Drohobyczu) – ukraiński działacz społeczny i wojskowy, jeden z założycieli Płastu i ukraińskiego ruchu strzeleckiego, nauczyciel gimnazjalny, organizator ukraińskiej turystyki.
Jego ojciec Symeon był sędzią, matka pochodziła z niemieckiej kupieckiej rodziny Bunzel. Ukończył szkołę ludową w Brzeżanach, a następnie ukraińskie gimnazjum w Przemyślu, i podjął studia na wydziale filozoficznym Uniwersytetu Lwowskiego.
W czasie studiów współpracował przy tworzeniu ukraińskich konspiracyjnych kół samokształceniowych.
Był jednym z twórców Płastu – jego drużyna była jedną z trzech pierwszych (oprócz drużyn Ołeksandra Tysowskiego i Petra Franki), jakie zjednoczyły się, aby utworzyć tę organizację.
Działał w Towarzystwie Ukraińskich Strzelców Siczowych we Lwowie pod przewodnictwem Wołodymyra Starosolskiego. Był komendantem pierwszej powstałej we Lwowie w sierpniu sotni 1914 Ukraińskich Strzelców Siczowych w stopniu kapitana.
W 1917 dostał się do niewoli rosyjskiej, przebywał w obozie jenieckim w Dubowce koło Carycyna (wraz z Andrijem Melnykiem, Romanem Suszko i Wasylem Kuczabskim), z którego uciekł wraz z grupą innych oficerów do Kijowa. W Kijowie był jednym z organizatorów oddziałów Strzelców Siczowych i dowódcą drugiej powstałej sotni. W kwietniu 1918 został dowódcą kurenia Strzelców Siczowych w stopniu pułkownika. 
W 1920 dostał się do polskiej niewoli, przebywał w obozie jenieckim do 1921. Później na krótko wyemigrował, najpierw do Rumunii, a potem do Austrii. W tym samym roku powrócił do Galicji, pracował jako nauczyciel historii, geografii i wychowania fizycznego w prywatnym gimnazjum „Ridnej Szkoły” w Jaworowie. Jednocześnie studiował na Uniwersytecie Jagiellońskim geologię, kończąc studia jako magister nauk przyrodniczych.
Po ukończeniu studiów zajął się pracą organizacyjną w Płaście. Po delegalizacji Płastu został aresztowany. Przebywał w  więzieniu 20 miesięcy, do 1932. Po wyjściu z więzienia uczył w gimnazjum Ridnej Szkoły w Drohobyczu i działał w nielegalnym Płaście. W sierpniu 1939 został ponownie aresztowany i wysłany do obozu w Berezie Kartuskiej, uwolniony we wrześniu 1939.
W czerwcu 1940 próbował przedostać się na tereny okupowane przez Niemców, jednak ucieczka nie udała się wskutek zdrady przewodnika. Pozostawał pod nadzorem NKWD. Po ataku III Rzeszy na ZSRR 22 czerwca 1941 został aresztowany przez NKWD i zamordowany w więzieniu w Drohobyczu w czasie masakry więźniów.